# Gregorio Barradas Miravete
Gregorio Barradas Miravete (8 de fevereiro de 1982 - 8 de novembro de 2010) foi um político mexicano filiado ao Partido da Ação Nacional.